# Prêmio Japão
O Prêmio Japão (日本国際賞, Nihon-kokusai-shō) é uma condecoração internacional concedida a realizações "originais e excepcionais em ciência e tecnologia, reconhecidas por avanço das fronteiras do conhecimento e úteis às causas da paz e prosperidade da humanidade".
O prêmio é concedido pela Fundação Prêmio Japão. Consiste de um certificado, uma medalha comemorativa e um valor monetário de aproximadamente cinquenta milhões de ienes. É concedido somente a pessoas vivas. Desde sua criação no ano de 1985, a Fundação já laureou 81 pessoas de 13 países.
Ao contrário do que seu nome possa dar a entender, o Prêmio não faz nenhuma discriminação por nacionalidade, ocupação raça ou gênero. Anualmente, no mês de novembro, a Fundação seleciona dois campos para o prêmio de acordo com as tendências atuais nas áreas de ciência e tecnologia, com o processo de nomeação e seleção durando aproximadamente um ano. Os laureados, um de cada campo, são escolhidos e anunciados publicamente no mês de Janeiro. 
A cerimônia de premiação acontece na presença do Imperador e da Imperatriz do Japão.

## Laureados
| Ano  | Nome                                                     | Nacionalidade                                 | Citação |
| ---- | -------------------------------------------------------- | --------------------------------------------- | --- |
| 1985 | John Robinson Pierce                                     | Estados Unidos                                | Por conquistas marcantes no campo da Eletrônica e nas Tecnologias da Comunicação. |
| 1985 | Ephraim Katzir                                           | Israel                                        | Por conquistas marcantes na teoria básica no campo de enzimas imobilizadas e suas aplicações práticas.                                                                                                   |
| 1986 | David Turnbull                                           | Estados Unidos                                | Por contribuições pioneiras para a Ciência dos Materiais com impacto em novas tecnologias materiais como sólidos amorfos.                                                                                |
| 1986 | Willem Johan Kolff                                       | Estados Unidos                                | Pela pesquisa e desenvolvimento de órgãos artificiais. |
| 1987 | Henry Beachell Gurdev Khush                              | Estados Unidos · Índia                        | Pelo desenvolvimento de estratégias para cultivo das variedades de arroz IR8 e IR36 em áreas tropicais e subtropicais.                                                                                   |
| 1987 | Theodore Harold Maiman                                   | Estados Unidos                                | pela criação do primeiro laser do mundo. |
| 1988 | Georges Vendryes                                         | França                                        | Pelo desenvolvimento da tecnologia do reator nuclear de rápida regeneração (fast breeder reactor). |
| 1988 | Donald Henderson Isao Arita Frank Fenner                 | Estados Unidos · Japão · Austrália            | pela erradicação da varíola. |
| 1988 | Luc Montagnier Robert Gallo                              | França · Estados Unidos                       | pela descoberta do vírus causador e desenvolvimento de métodos para diagnosticar a síndrome da imunodeficiência adquirida.                                                                               |
| 1989 | Frank Sherwood Rowland                                   | Estados Unidos                                | |
| 1989 | Elias James Corey                                        | Estados Unidos                                | pelas contribuições pioneiras às sínteses de prostaglandinas e os seus compostos relacionados que são de grande valor terapêutico.                                                                       |
| 1990 | Marvin Minsky                                            | Estados Unidos                                | |
| 1990 | William Jason Morgan Dan Peter McKenzie Xavier Le Pichon | Estados Unidos · Reino Unido · França         | |
| 1991 | Jacques-Louis Lions                                      | França                                        | |
| 1991 | John Julian Wild                                         | Estados Unidos                                | pelo desenvolvimento da ultrassonografia na medicina. |
| 1992 | Gerhard Ertl                                             | Alemanha                                      | |
| 1992 | Christopher Polge                                        | Reino Unido                                   | |
| 1993 | Frank Press                                              | Estados Unidos                                | |
| 1993 | Kary Mullis                                              | Estados Unidos                                | |
| 1994 | William Hayward Pickering                                | Nova Zelândia                                 | |
| 1994 | Arvid Carlsson                                           | Suécia                                        | |
| 1995 | Nick Holonyak                                            | Estados Unidos                                | |
| 1995 | Edward Fred Knipling                                     | Estados Unidos                                | |
| 1996 | Charles Kao                                              | Estados Unidos                                | |
| 1996 | Masao Ito                                                | Japão                                         | |
| 1997 | Takashi Sugimura Bruce Ames                              | Japão · Estados Unidos                        | |
| 1997 | Joseph Engelberger Hiroyuki Yoshikawa                    | Estados Unidos · Japão                        | |
| 1998 | Leo Esaki                                                | Estados Unidos                                | |
| 1998 | Jozef Schell Marc Van Montagu                            | Bélgica · Bélgica                             | |
| 1999 | William Wesley Peterson                                  | Estados Unidos                                | |
| 1999 | Jack Leonard Strominger Don Craig Wiley                  | Estados Unidos                                | |
| 2000 | Ian McHarg                                               | Estados Unidos                                | |
| 2000 | Kimishige Ishizaka                                       | Japão                                         | |
| 2001 | John Bannister Goodenough                                | Estados Unidos                                | |
| 2001 | Timothy Richard Parsons                                  | Canadá                                        | |
| 2002 | Tim Berners-Lee                                          | Reino Unido                                   | |
| 2002 | Anne McLaren Andrzej Tarkowski                           | Reino Unido · Polónia                         | |
| 2003 | Benoît Mandelbrot James Yorke                            | Estados Unidos · Estados Unidos               | |
| 2003 | Seiji Ogawa                                              | Japão                                         | |
| 2004 | Kenichi Honda Akira Fujishima                            | Japão · Japão                                 | |
| 2004 | Keith J. Sainsbury                                       | Nova Zelândia                                 | |
| 2004 | John Lawton                                              | Reino Unido                                   | |
| 2005 | Makoto Nagao                                             | Japão                                         | |
| 2005 | Masatoshi Takeichi Erkki Ruoslahti                       | Japão · Estados Unidos                        | |
| 2006 | John Houghton                                            | Reino Unido                                   | pela investigação pioneira sobre a estrutura e a composição atmosférica baseada na sua tecnologia de observação por satélite e pela promoção das avaliações internacionais sobre as mudanças climáticas. |
| 2006 | Akira Endo                                               | Japão                                         | |
| 2007 | Albert Fert Peter Grünberg                               | França · Alemanha                             | |
| 2007 | Peter Shaw Ashton                                        | Reino Unido                                   | pelas contribuições à conservação da floresta tropical. |
| 2008 | Vint Cerf Robert Kahn                                    | Estados Unidos                                | |
| 2008 | Victor A. McKusick                                       | Estados Unidos                                | |
| 2009 | Dennis Meadows                                           | Estados Unidos                                | |
| 2009 | David Kuhl                                               | Estados Unidos                                | |
| 2010 | Shun’ichi Iwasaki                                        | Japão                                         | |
| 2010 | Peter Vitousek                                           | Estados Unidos                                | |
| 2011 | Kenneth Thompson Dennis Ritchie                          | Estados Unidos                                | pelo sistema operacional Unix. |
| 2011 | Tadamitsu Kishimoto Toshio Hirano                        | Japão                                         | pela descoberta da interleucina 6. |
| 2012 | Janet Rowley Brian Druker Nicholas Lydon                 | Estados Unidos · Estados Unidos · Reino Unido | pelo desenvolvimento de uma nova droga terapêutica direcionada a moléculas específicas do cancro. |
| 2012 | Masato Sagawa                                            | Japão                                         | pelo desenvolvimento de alto empenho mundial do tipo de ímã permanente Nd-Fe-B e pelas contribuições na conservação de energia.                                                                          |
| 2013 | C. Grant Willson Jean M. J. Fréchet                      | Estados Unidos · Estados Unidos               | [ 6 ] |
| 2013 | John Frederick Grassle                                   | Estados Unidos                                | |
| 2014 | Yasuharu Suematsu                                        | Japão                                         | |
| 2014 | C. David Allis                                           | Estados Unidos                                | |
| 2015 | Yutaka Takahasi                                          | Japão                                         | |
| 2015 | Theodore Friedmann Alain Fischer                         | Estados Unidos · França                       | |
| 2016 | Hideo Hosono                                             | Japão                                         | |
| 2016 | Steven D. Tanksley                                       | Estados Unidos                                | |
| 2017 | Emmanuelle Charpentier Jennifer Doudna                   | França · Estados Unidos                       | [ 7 ] |
| 2017 | Adi Shamir                                               | Israel                                        | |
| 2018 | Akira Yoshino                                            | Japão                                         | [ 8 ] |
| 2018 | Max Dale Cooper Jacques Miller                           | Estados Unidos · Austrália                    | |